# Gene Pitney
Gene Francis Alan Pitney, né le 17 février 1940 à Hartford dans le Connecticut et mort le 5 avril 2006 à Cardiff, est un chanteur, pianiste et compositeur américain.

## Biographie
Précédents ses plus grands succès qui furent Town Without Pity en 1962 et Twenty Four Hours from Tulsa (en) en 1963, Gene Pitney a écrit des chansons, telles que Hello Mary Lou (1960), Rubber Ball (1961) et He's a Rebel (1962).
Pitney eut une grande renommée des deux côtés de l'océan Atlantique et se trouva plus de 20 fois dans le Top 40 avec ses singles. 
Pitney fut retrouvé mort par son manager à l'hôtel Hilton de Cardiff le 5 avril 2006 alors qu'il était en tournée en Grande-Bretagne.
Une autopsie a confirmé qu'il eut une crise cardiaque causée par de l'athérosclérose. Il était marié avec Lynn Gayton et avait trois fils. Il est enterré à Somers dans le Connecticut.

## Succès
- 1961 : (I Wanna) Love My Life Away
- 1961 : Town Without Pity
- 1962 : (The Man Who Shot) Liberty Valance
- 1962 : If I Didn’t Have a Dime to Play the Jukebox
- 1962 : Only Love Can Break a Heart (en)
- 1962 : Half Heaven, Half Heartache
- 1963 : Twenty Four Hours from Tulsa (en)
- 1963 : Nessuno mi puo giudicare
- 1964 : It Hurts to Be in Love (Early in the Morning).Titre repris par Vic Laurens en 1964 en français: C'est dur d'aimer pour rien, sur label Mercury.
- 1964 : I’m Gonna Be Strong
- 1965 : I Must Be Seeing Things
- 1965 : Looking Through the Eyes of Love
- 1966 : Backstage (I’m Lonely)
- 1966 : Just One Smile
- 1967 : Something's Gotten Hold of My Heart (Remake en 1989 en duo avec Marc Almond)
- 1968 : She's a Heartbreaker
- 1989 : Something's Gotten Hold Of My Heart (duo avec Marc Almond) Réédition

## Apparitions
- 1964 : The Rolling Stones - Piano sur Little by Little